# Mistralazhdarcho
Mistralazhdarcho es un género extinto de pterosaurio azdárquido que vivió durante el Cretácico Superior (época del Campaniense) en Francia.

## Descubrimiento
En 1992, Xavier Valentin descubrió un rico yacimiento fosilífero en Velaux–La Bastide Neuve, en el sur de Francia. Allí se excavaron restos de pterosaurios entre 2009 y 2012. Estos restos de pterosaurio fueron reportados en la literatura científica en 2015.
La especie tipo Mistralazhdarcho maggii fue nombrada y descrita en 2018 por Romain Vullo, Géraldine Garcia, Pascal Godefroit, Aude Cincotta y Xavier Valentin. El nombre del género se refiere al mistral, un viento del norte típico del área del descubrimiento, combinándolo con Azhdarcho, el género tipo de la familia Azhdarchidae. El nombre de la especie es en honor de Jean-Pierre Maggi, el alcalde de Velaux, por su apoyo al proyecto paleontológico de La Bastide Neuve.
El espécimen holotipo, MMS/VBN.09.C.001, fue descubierto en una capa de arenisca de la cuenca de Aix-en-Provence, la cual data de finales de la época del Campaniense, hace unos setenta y dos millones de años. Consiste de un esqueleto parcial, el cual abarca la sínfisis de la mandíbula, el complejo del atlas-axis de la parte anterior del cuello, una vértebra media del cuello, el húmero izquierdo, una pieza del húmero derecho, el radio izquierdo, el pteroide derecho, el eje del cuarto metacarpo, la parte proximal de la primera falange del dedo del ala, la parte distal de la misma falange, y cuatro fragmentos de hueso que no pudieron ser identificados incluyendo algunas superficies articulares y dos ejes. El esqueleto no se encontró articulado pero los huesos se descubrieron en una superficie limitada de cinco metros cuadrados dentro de una superficie total de 140 metros cuadrados formada por la capa fosilífera. De ahí se concluye que los restos representan a un único individuo. Probablemente se trataba de un ejemplar subadulto.

## Descripción
Mistralazhdarcho es un pterosaurio grande. Se estima que el húmero tendría una longitud original de diecinueve centímetros. Esto indica una envergadura alar de 424 centímetros usando una fórmula ideada por Alexandr Averianov. Otro método consiste en extrapolar la envergadura a partir de un azdárquido con esqueleto relativamente completo, Zhejiangopterus. Esto da como resultado un estimado de 485 centímetros. Ambas estimaciones parecen corroborar la hipótesis de que el individuo del holotipo tenía una envergadura de cerca de 4.5 metros. Sin embargo, aun no se había desarrollado por completo. Se estima que un ejemplar adulto podría tener entre cinco a seis metros de envergadura.
Los autores de la descripción científica indicaron algunos rasgos distintivos. Uno de estos era una autapomorfia, una característica única derivada: la superficie superior de la sínfisis de la mandíbula muestra una elevación bien desarrollada en la línea media, en una posición relativamente adelantada a dieciocho centímetros tras la punta de la mandíbula, en comparación con los treinta y dos centímetros que se observan en su pariente Alanqa. Hay una segunda característica que podría ser una posible autapomorfia, la punta de la mandíbula posee cierta curvatura hacia abajo. Sin embargo, su singularidad depende de si Aerotitan poseía o no dicha punta curvada. En este último pterosaurio se describió originalmente que no poseía una, pero los autores al estudiar a Mistralazhdarcho concluyeron que la descripción de Aerotitan probablemente sea errónea y que su curvado holotipo no representa la zona media de la mandíbula sino su extremo frontal.
Adicionalmente, se proporcionó una combinación única de rasgos que por sí mismos no son únicos: la superficie superior de la sinfísis mandibular muestra unas crestas elevadas y romas en sus bordes. La sínfisis posee una sección transversal en forma de letra V, careciendo por tanto de una cresta inferior. La zona inferior del complejo atlas-axis del cuello es plana. En las vértebras medias del cuello los procesos frontales de articulación, las prezigapófisis apenas divergen. El húmero es relativamente corto comparado con el radio, con solo el 66% de su longitud.

## Clasificación
Mistralazhdarcho fue situado en la familia Azhdarchidae en 2018, aunque sin un análisis cladístico preciso. La elevación de la sínfisis compartida con Alanqa sugiere una cercana relación entre ambos géneros.

## Paleobiología
Mistralazhdarcho es el primer pterosaurio nombrado del Campaniense-Maastrichtiense de Europa occidental. Mistralazhdarcho posiblemente representa un tipo de azdárquidos europeos de tamaño intermedio, en medio del pequeño Eurazhdarcho con una envergadura de tres metros y el gigantesco Hatzegopteryx.